# Illa Martin
Den här artikeln är helt eller delvis baserad på material från tyskspråkiga Wikipedia.
Illa Martin, född Sybilla Kesselburg 25 februari 1900, död 6 augusti 1988, var en tysk dendrolog, botaniker, naturvårdare och tandläkare.

## Biografi
Illa Martin var dotter till en bryggare i Viersen. Hon studerade till tandläkare i Bonn, Würzburg och Freiburg och gifte sig 1935 med tandläkaren Ernst J. Martin, med vilken hon delade en praktik i Kaldenkirchen.
Martin var intresserad av botanik redan innan hon flyttade hemifrån. Under andra världskriget började Martin och hennes man ägna sig åt dendrologi. 1947 inledde hennes man återplanteringen av den nedbrända skogsgränsen i Kaldenkirchen.

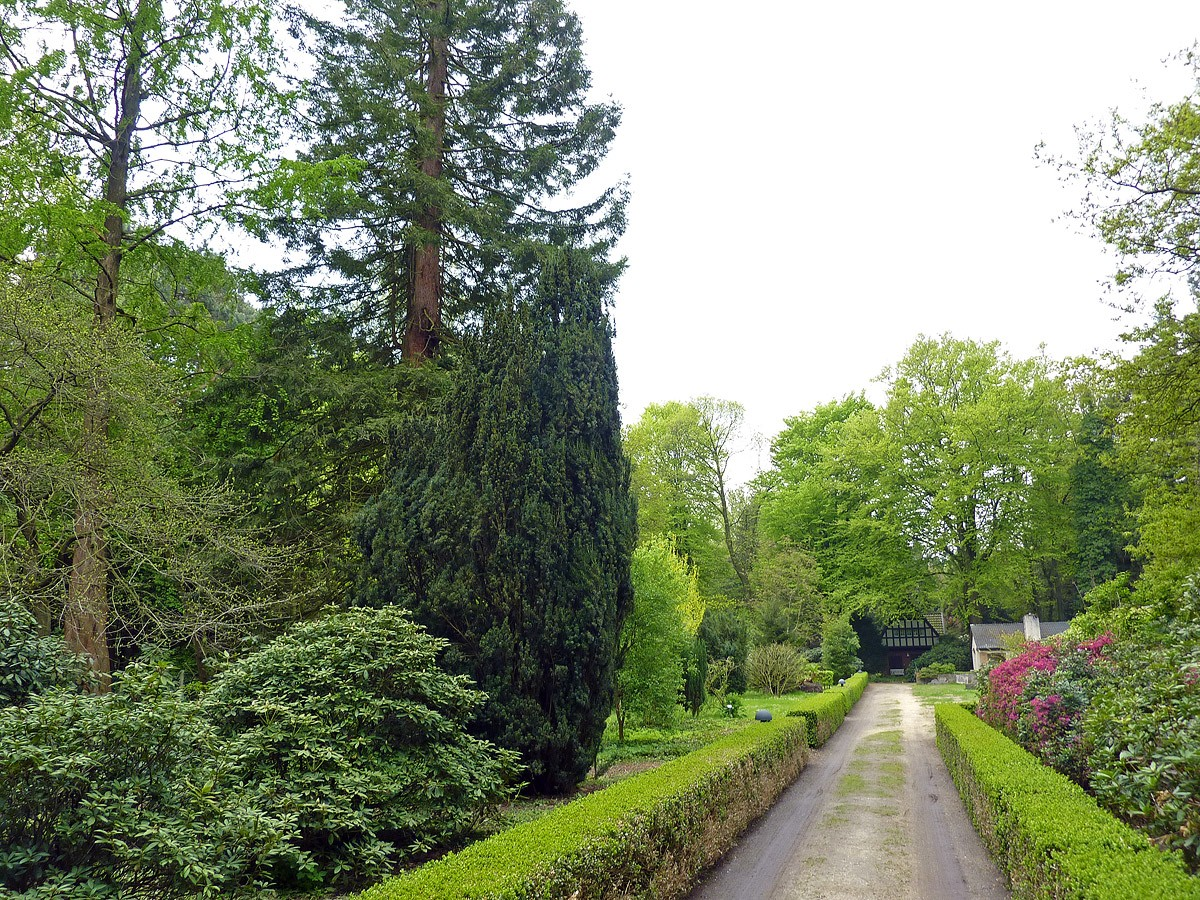
Ingången till Sequoiafarmen.

1951 skapade paret sekvojagården Sequoiafarm Kaldenkirchen. De använde Sequoiadendron giganteum-frön  från USA. Redan 1953, med stöd från tyska forskningsstiftelsten hade de odlat fram 1500 tvååriga Mammutträd tillsammans med Amerikansk sekvoja och andra arter. Ett syfte med forskningen var att undersöka om dessa träd kunde användas i det tyska skogsbruket. Illa Martin försökte få en mångsidig flora att trivas under träden, bland annat introducerade hon Asarum caudatum (familj: hasselörtssläktet). Idag är, Sequoiafarm Kaldenkirchen ett berömt arboretum med över 600 trädarter som innehåller den Sequoia sempervirens-dunge som planterades 1953 och som vid sidan av Sequoia sempervirens-planteringen i Staatsforst Burgholz är ett av mycket få större områden med amerikansk sekvoja norr om Alperna.
Efter makens död 1967 insåg Illa Martin att det var ekonomiskt omöjligt att fortsätta driva Sequoiafarm Kaldenkirchen så hon sålde mark och byggnader 1969 till Pädagogische Hochschule Rheinland (nu Kölns universitet).  Nu ägs området av Nettetal kommun. Hon ägnade sig sedan helt åt dendrologisk forskning, skrev tre grundläggande trädmonografier och gjorde sig känd inom många naturvårdsområden. Hon var medlem i det tyska dendrologiska sällskapet och ledde kurser på Sequoiafarm Kaldenkirchen, och i många år var hon en permanent medlem i styrelsen för International Dendrology Society (London). 
Illa Martin upptäckte Hypnum imponens, en flätmossa med det tyska namnet Gold-Schlafmoos, som förekommer endast i sanddyner vid tysk-nederländska gränsen, på hedarna vid Bracht, som blev naturreservat 1986.  En form av smultron med vit frukt som hon upptäckte är uppkallad efter henne: Fragaria vesca 'Illa Martin'. En vandringsled i Kaldenkirchen namngavs 1983 efter paret, "Dr. Martin Weg".
Paret fick två söner och en dotter, bland annat författaren och låtskrivaren Erik Martin och juristen Helge Breloer.

## Publikationer
Förutom många artiklar publicerade Illa Martin tre omfattande monografier i serien Mitteilungen der Deutschen Dendrologischen Gesellschaft:    
- Anzucht und Anbau von Nothofagus in Deutschland. In: Band 70. S. 147–166. Ulmer. Stuttgart 1978, ISBN 3-8001-8302-1
- Die Wiedereinführung des Mammutbaumes (Sequoiadendron giganteum) in die deutsche Forstwirtschaft. In: Band 75. S. 57–75. Ulmer. Stuttgart 1984, ISBN 3-8001-8308-0
- Der Küstenmammutbaum (Sequoia sempervirens) und seine Anzucht in Deutschland. In: Band 77. S. 57–104. Ulmer. Stuttgart 1987, ISBN 3-8001-8310-2

## Utmärkelser
- 1980 Albert Steeger-utmärkelsen
- 1981 Förbundsrepubliken Tysklands förtjänstorden[6]
- 1981 Jubileumsmedalj (Horst Koehler Memorial Prize) från Deutschen Gartenbau-Gesellschaft

## Referenslista
- Horst Bartels: Dr. Illa Martin. In: Mitteilungen der Dendrologischen Gesellschaft. Vol 72, Ulm, Stuttgart 1981, ISBN 3-8001-8305-6
- Arthur Lange: Wissenschaft als Steckenpferd. Laienforscher – ihre Leistungen und ihre Wissenschaft. Holsten. Hamburg 1967
- Herbert Hubatsch: Von der Sequoiafarm zur Biologischen Station. In: Heimatbuch des Kreises Kempen-Krefeld. Kempen-Krefeld. Kempen 1973
- Hans Huth: Sequoias in Germany. In: Journal of Forest History, Volume 3 July, in 1976. Durham (USA), ISSN 0094-5080
- HW Schmitz: Dr. Illa Martin verstorben. In: Der Niederrhein. Krefeld, No. 4 1988
- "Anwältin der Natur". Dr. Illa Martin starb in Viersen. In: Grenzland-Nachrichten 11 August 1988